# 李瑞東
李 瑞東（り ずいとう、1851年 - 1917年）は、楊式太極拳の達人。
中国河北省武清の出身。名は樹勲、号は瑞東。
幼少より武術を好み、少林拳を学ぶ。その後、李老遂より河北名拳戳脚門、大刀王五（王子斌）より山東教門弾腿、楊露禅より楊氏府内派太極拳を学び、董海川より八卦掌、王蘭亭（永泰）より内家拳術を学ぶ。
後に、独自の李式太極拳を創始した。
袁世凱中華民国大総統の親衛隊の武術教官を務めた。
民国初年には、天津中華武士会の会長に就任。
生涯を通して中国武術の発展に尽力した。